# Саламбеков, Борис Константинович
Бори́с Константи́нович Саламбе́ков (25 декабря 1907 — 1 июля 1978) — советский деятель железнодорожного транспорта, начальник Октябрьской железной дороги в период Великой Отечественной войны, а также ряда железных дорог в Сибири в послевоенные годы. Герой Социалистического Труда (1943).
Был членом КПСС; избирался депутатом Верховного Совета СССР 2 созыва (1946—1950; член Совета Союза от Ленинградской области).

## Биография
Родился 12 декабря (25 декабря по новому стилю) 1907 года в Тифлисе, Российская Империя. По национальности армянин. Старший из троих сыновей.
После школы окончил рабфак. С 1926 года работал на железнодорожном транспорте: практикант машиниста и машинист Тифлисского паровозного депо.
В 1930 году поступил в Ленинградский институт инженеров железнодорожного транспорта, который окончил в 1935 году по специальности «инженер-механик паровозного хозяйства». В том же году был распределён в депо Ленинград-пассажирский-Московский Октябрьской дороги, работал инженером технического бюро, мастером, заместителем начальника депо. В 1937 году был назначен начальником депо станции Ленинград-пассажирский-Московский.
В 1939 году Саламбеков был назначен заместителем начальника Октябрьской железной дороги. В этой должности он встретил Великую Отечественную войну. В феврале 1942 года назначен начальником Октябрьской железной дороги.
В 1942 году Б. К. Саламбеков отличился при постройке железнодорожных веток к портам на Ладоге на «Большой земле» и от ладожского берега до осажденного Ленинграда внутри кольца окружения. Когда в январе 1943 года была прорвана блокада Ленинграда и по узкому коридору южнее Ладожского озера была спешно проложена новая железнодорожная линия, Борис Саламбеков лично организовывал по ней движение поездов. Эта дорога не имеет примеров в мировой истории — почти на 20 километров пути шли по болотам параллельно линии фронта в пределах досягаемости полевой артиллерии врага, не говоря уже о дальнобойных орудиях и авиации. 
Благодаря умелому руководству Саламбекова и героизму работников железной дороги врагу не удалось вывести Октябрьскую железную дорогу из строя ни на сутки. В 1943 году Саламбекову присвоено специальное персональное звание «генерал-директор тяги II ранга», а в 1949 году «генерал-директор тяги I ранга».
Также в годы войны был уполномоченным народного комиссара путей сообщения по обеспечению продвижения поездов на Московско-Киевской, Южной и Юго-Западной железных дорогах, организации выгрузки и обратному движению порожняка.
После войны, с 1946 года, Борис Саламбеков возглавлял Северо-Западный округ железных дорог, с 1947 — Приволжский округ железных дорог. Однако в 1950 году он был снят с должности, так как работал вместе с ключевыми обвиняемыми по «Ленинградскому делу» и его фамилия также упоминалась во многих протоколах допросов.
В июле 1950 года назначен главным инженером Фаянсовского отделения Московско-Киевской железной дороги.
Новый профессиональный рост начался в 1954 году, когда он был назначен первым заместителем начальника, а в 1957 году — начальником Омской железной дороги. С 1959 года Саламбеков — начальник Красноярской железной дороги, а после укрупнения дорог, с 1961 года — начальник Восточно-Сибирской железной дороги. Будучи начальником дороги, по свидетельству Г. М. Фадеева, Саламбеков раз в неделю, как обычный рабочий, надевал ремонтную робу, спускался в деповскую канаву и вместе с бригадой чинил локомотивы.
В 1964—1968 годах Борис Саламбеков — начальник Главного управления вагонного хозяйства Министерства путей сообщения СССР.
В 1968 году вышел на пенсию, но продолжил работу в должности научного сотрудника во Всесоюзном научно-исследовательском институте железнодорожного транспорта. Жил в Москве.
Борис Саламбеков умер 1 июля 1978 года от инфаркта, случившегося на прогулке возле своей дачи в Крылатском на берегу Москвы-реки (ныне оздоровительный комплекс ОАО «РЖД» «Рублёво»). Похоронен в Москве на Кунцевском кладбище (участок 10).

## Награды и звания
- Указом Президиума Верховного Совета СССР от 5 ноября 1943 года «за особые заслуги в обеспечении перевозок для фронта и народного хозяйства и выдающиеся достижения в восстановлении железнодорожного хозяйства в трудных условиях военного времени» Б. К. Саламбекову присвоено звание Героя Социалистического Труда с вручением ордена Ленина и Золотой медали «Серп и Молот».
- Награждён тремя орденами Ленина, орденом Отечественной войны 1-й степени, двумя орденами Трудового Красного Знамени, орденом «Знак Почёта», а также медалями, в том числе «За оборону Ленинграда».
- Также награждён тремя знаками «Почётному железнодорожнику» и двумя золотыми медалями ВДНХ.
- 25 мая 1949 года Саламбекову присвоено специальное персональное звание «Генерал-директор тяги I ранга»[3].

## Память
- Мемориальные доски в память о Б. К. Саламбекове установлены на зданиях депо Санкт-Петербург-Сортировочный-Московский, Фаянсовского отделения Московско-Киевской железной дороги[4], бывшего управления Омской железной дороги (ныне Омский государственный университет путей сообщения) и управления Восточно-Сибирской железной дороги в Иркутске[5].
- В 2003 году имя Бориса Константиновича Саламбекова было присвоено пассажирским тепловозам серии ТЭП70А Коломенского тепловозостроительного завода. С тех пор название этого локомотива звучит так: ТЭП70БС.
- В 2007 году торжественно отмечалось 100-летие Б. К. Саламбекова[3].
- Имя Саламбекова золотыми буквами выбито в мемориальной нише на Московском проспекте Санкт-Петербурга[2].